# Lyndon Joseph
Lyndon Joseph (ur. 10 marca 1990) – grenadyjski piłkarz występujący na pozycji pomocnika.

## Kariera reprezentacyjna
W seniorskiej reprezentacji Grenady Joseph zadebiutował 2 września 2011 w przegranym 0:3 spotkaniu z Belize wchodzącym w skład eliminacji do Mistrzostw Świata 2014. Podczas przegranego 1:4 meczu z Gwatemalą w tych samych rozgrywkach strzelił bramkę samobójczą, a Grenadyjczycy nie zdołali się zakwalifikować na mundial.